# 王郜
王郜（9世纪—900年代），晚唐军阀，895年继承其父王处存控制义武军直至900年战败。

## 家世及管治义武军
王郜生年不详。父王处存于符六年（879年）成为义武军节度使，王处存管治期间，王郜为副大使。宁二年（895年）王处存死后，士兵推王郜为留后。唐昭宗任王郜为留后，又任为全权节度使。三年（896年），昭宗出奔华州，河东节度使李克用派王郜和成德节度使王镕给附庸卢龙节度使刘仁恭写信并向其征兵，欲联合定关中，奉昭宗回长安，刘仁恭以契丹正入侵为由推辞。四年（897年）九月，昭宗加王郜宰相衔同中书门下平章事，加检校司空，又进太保。十一月，朱全忠大举进攻淮南节度使杨行密但在清口之战中被击退，便说服镇海军和镇东军节度使钱镠、镇南军节度使钟传、武昌军节度使杜洪、平卢军节度使王师范指称被杨行密攻打，请求昭宗以朱全忠为都统讨伐杨行密，王郜则与护国军节度使王珂、李克用、王镕指称被朱全忠攻打，请求以杨行密为都统讨伐朱全忠。昭宗拒绝双方所请。

## 败逃
光化三年（900年）七月，王郜盟友河东节度使李克用的主要敌人大军阀宣武军节度使朱全忠派颍州刺史张存敬北上降服李克用在太行山以东的盟友。王镕首先被迫归顺，并在其判官张泽劝说下派使者周式说服朱全忠先对付和李克用结亲的邻镇义武军。九月，张存敬攻打刘仁恭，王郜正与刘仁恭交厚，派堂叔父后院中军都知兵马使王处直率兵扰敌军之后，令骑将甄琼章屯义丰，但张存敬的游奕骑已到，且战且退十余里，擒获甄琼章。王处直想在迎战宣武军之前依城建栅栏阻其前进以疲之，但孔目官梁汶说张存敬军队才三万，义武军则有五万，数量占优，主张立刻一战。王郜下令交战，但张存敬却击溃义武军于沙河怀德亭，俘杀大将十五人，杀义武军过半。张存敬收集缴获的械甲交给战士，焚烧其余，于是围定州。王郜告急于李克用，李克用派衙内都将李嗣昭率步骑三万赴援，李嗣昭攻下怀州，却未能攻下孟州，仅坏其羊马城。王郜斩梁汶，写信给张存敬，请求盟好。义武军军部定州外城被宣武军攻陷，义武军败军余众拥王处直回定州，驱逐王郜。
十月，王郜畏惧，率弟弟王邺等族人及突骑都校安元信等逃到河东。当时，河东内牙军副周德威刚会同刘仁恭子卢龙将刘守光在望都打败二万宣武军，闻王郜来奔，便班师。义武军士兵随后推王处直为留后，他答应归顺朱全忠，从而与朱讲和。李克用为王郜上表求得荣衔检校太尉。天复（901年-904年）初年，卒于晋阳。